# 石毛善衛
石毛 善衛（いしげ ぜんえい、1923年5月26日 - 2014年10月24日）は、日本の競馬騎手、調教師。
1942年に日本競馬会（日本中央競馬会の前身）で騎手デビュー。1947年にトヨウメ、1958年にセルローズで、それぞれ天皇賞（秋）に優勝した。1948年に結婚するまでは「小林善衛」の名で騎乗。1964年より調教師に転じ、1998年に定年引退。日本中央競馬会調教師の石毛善彦は次男。

## 経歴
1923年、群馬県邑楽郡大川村（後の大泉町）に、東武鉄道の職員であった小林定五郎、きぬ夫妻の長男として生まれる。近郊には地方競馬の館林競馬場があった。旧制館林中学1年生のころに騎手の姿に憧れ、1937年、父の知人の紹介で名騎手の評が高かった石毛彦次郎（中山競馬場）の門下に入る。しかし1939年、彦次郎が馬に腹部を蹴られ、35歳で死去。やむなく善衛は一時高木良三厩舎に預けられたのち、1941年に彦次郎の師である鈴木信太郎のもとへ移った。
太平洋戦争さなかの1942年9月12日に騎手デビューし、翌日に初勝利を挙げる。このころは障害競走に数多く騎乗した。1944年に徴兵を受けセレベスに派遣されたが、終戦を経て1946年に復員。同年秋に正規の競馬が再開されると、善衛はその第1回開催より騎手として復帰。1947年秋には騎乗馬トヨウメで天皇賞優勝を果たした。なお、戦前には帝室御賞典と呼ばれていたこの競走であるが、戦後の第1回競走では皇室から賞の下賜がなく「平和賞」として開催された。この競走も当初は同様に行われる予定だったが、競走前日になって正賞である天皇楯の下賜が通達され、「天皇賞」の名称で施行された最初の競走となった。
翌1948年、鈴木信太郎の肝煎りにより、彦次郎のひとり娘と結婚。婿養子となり、石毛善衛と改姓した。1958年には牝馬セルローズに騎乗し、天皇賞（秋）2勝目を挙げる。1964年に調教師免許を取得し、騎手を引退。通算成績は日本中央競馬会が発足した1954年以降で1005戦91勝。
同年、中山競馬場に厩舎を開業したが、3年目の18勝を最高として以降は年間10勝前後と良績を挙げることはできず、重賞勝利も2勝に留まった。1998年、定年により調教師引退。調教師としては4512戦303勝（うち中央4446戦297勝）を挙げた。
2014年10月24日、脳出血のため死去。91歳没。

## 成績

### 騎手成績
- 1005戦91勝（1954年以降）

※以下、参考として騎手引退年に発行された『新版 調教師・騎手名鑑』記載の成績を記す。確定した最終成績ではない。
| 通算成績 | 1着 | 2着 | 3着 | 騎乗数 | 勝率 | 連対率 |
| -------- | --- | --- | --- | ------ | ---- | ------ |
| 平地     | 175 | 181 | 209 | 1640   | .106 | .217   |
| 障害     | 79  | 67  | 47  | 331    | .238 | .441   |
| 計       | 254 | 248 | 256 | 1971   | .128 | .254   |

#### 主な騎乗馬
※括弧内は石毛騎乗時の優勝重賞競走。太字は八大競走。
- トヨウメ（1947年中山記念・春、天皇賞・秋）
- キヨマサ（1948年セントライト記念）
- セルローズ（1958年天皇賞・秋）

### 調教師成績
| 開催 | 通算成績 | 1着 | 2着 | 3着 | 出走数 | 勝率 | 連対率 |
| ---- | -------- | --- | --- | --- | ------ | ---- | ------ |
| 中央 | 平地     | 284 | 347 | 312 | 4321   | .066 | .146   |
| 中央 | 障害     | 13  | 8   | 14  | 125    | .104 | .168   |
| 中央 | 計       | 297 | 355 | 326 | 4446   | .067 | .147   |
| 地方 | 平地     | 6   | 6   | 3   | 66     | .091 | .182   |
|      | 総計     | 303 | 361 | 329 | 4512   | .067 | .147   |

#### 主な管理馬
- キクキミコ（1978年クイーンカップ）
- ブランドアート（1992年フラワーカップ）